# Zona de amplitude local
Zona de amplitude local (em alemão Teilzone) em bioestratigrafia é o intervalo estratigráfico da unidade de rocha entre o ponto de referência da primeira e última aparição de um taxon particular em uma área local. É um subconjunto da biozona global para este taxon. Para os dados da zona de amplitude local serem significativos, as áreas locais devem ser identificadas. O termo foi cunhado em 1914 pelo paleontólogo alemão e geólogo Josef Felix Pompeckj.